# Light of Love
Albums de T. Rex
Zinc Alloy and the Hidden Riders of Tomorrow
(1974) Bolan's Zip Gun
(1975)
Light of Love est un album du groupe de glam rock britannique T. Rex sorti en août 1974. Uniquement sorti aux États-Unis, il réunit trois chansons (Teenage Dream, Explosive Mouth et Venus Loon) parues sur l'album précédent du groupe, Zinc Alloy and the Hidden Riders of Tomorrow, et huit chansons inédites, qui réapparaissent l'année suivante sur Bolan's Zip Gun. L'échec commercial de Light of Love met un terme aux tentatives de Marc Bolan de percer sur le marché américain : les derniers albums de T. Rex ne paraissent pas dans ce pays.

## Titres
Toutes les chansons sont de Marc Bolan.

### Face 1
1. Light of Love – 3:16
2. Solid Baby – 2:37
3. Precious Star – 2:51
4. Token of My Love – 3:39
5. Space Boss – 2:47
6. Think Zinc – 3:21

### Face 2
1. Till Dawn – 3:01
2. Teenage Dream – 4:58
3. Girl in the Thunderbolt Suit – 2:19
4. Explosive Mouth – 2:25
5. Venus Loon – 3:02

## Musiciens
- Marc Bolan : chant, guitare
- Mickey Finn : percussions
- Steve Currie : basse
- Bill Legend : batterie
- Davey Lutton : batterie
- Paul Fenton : batterie
- Gloria Jones : clavinet, chœurs